# E. L. James
E. L. James (pseudonim pentru Erika Mitchell; n. 7 martie 1963, Londra) este o scriitoare britanică. Este autoarea trilogiei de romane erotice „Cincizeci de umbre”, compusă din Cincizeci de umbre ale lui Grey, Cincizeci de umbre întunecate și Cincizeci de umbre descătușate.
Primul roman al trilogiei (Cincizeci de umbre ale lui Grey) a fost publicat inițial ca o carte electronică, dar succesul cărții în format electronic a determinat tipărirea ei, iar vânzările au depășit și cele mai optimiste așteptări., fiind un bestseller cu peste 100 de milioane de exemplare vândute. Al doilea și al treilea volum din serie, Cincizeci de umbre întunecate și Cincizeci de umbre descătușate au fost publicate în 2012.
O adaptare cinematografică omonimă a cărții a fost produsă de Universal Pictures, Focus Features, Michael De Luca Productions și Trigger Street Productions, fiind lansată pe 13 februarie 2015, filmul având și el un succes remarcabil.